# Pubilla Cases (barri)
Pubilla Cases és un barri de l'Hospitalet de Llobregat, a l'àrea metropolitana de Barcelona, comarca del Barcelonés. Està classificat dintre de l'àrea del districte V, juntament amb Can Serra. Limita amb les ciutats de Barcelona, Esplugues de Llobregat i amb els barris de Collblanc, la Florida i Can Serra. Els principals nuclis d'activitat són les avingudes Severo Ochoa i Tomás Giménez i la Plaça de la Bòbila.
El barri té una superfície de 0,62 km² i una població a 31 de desembre de 2022 de 32.388 habitants. És el segon més pobre de la ciutat, amb 8.460 € de renda per habitant, segons dades de l'INE (2016).

## Equipaments
Pubilla Cases té en el seu entorn molts equipaments importants de la ciutat, com ara el complex esportiu l'Hospitalet Nord, l'antic Hospital de la Creu Roja i l'actual Hospital General de l'Hospitalet, la plaça de la Bòbila, una biblioteca especialitzada en Novel·la Negra i un Centre Cultural anomenat Centre Cultural La Bòbila. El barri també té el Camp Municipal Pubilla Cases, on juga el CE Pubilla Casas, situat a la carretera de Collblanc, just al límit amb Esplugues de Llobregat.

## Transports
Disposa una línia de metro (L5) inaugurada el 5 de febrer de 1973, amb les parades de Pubilla Cases i de Can Vidalet, aquesta última ubicada al límit amb Esplugues.
Les línies de tramvia T1, T2 i T3 donen servei a la part nord del barri, amb les parades de Can Rigal i Ca n'Oliveres, ubicada al continu urbà d'Esplugues de Llobregat, a la carretera de Collblanc. També té diverses línies d'autobús urbanes i interurbanes, que el comuniquen amb altres barris de l'Hospitalet, Barcelona i el Baix Llobregat.

## Patrimoni
El patrimoni de Pubilla Cases és escàs perquè és un barri relativament modern. Algun dels elements més importants són.
- Casa pairal de la Pubilla Casas: L'extensa finca havia estat propietat de la Companyia de Jesús, expulsada d'Espanya per Carles III el 1767. El 1771, després de l'expropiació, Josefa Casas i Clavell va adquirir els terrenys i va fer demolir l'antiga casa dels jesuïtes per construir-hi el seu palau, envoltat d'un gran jardí, del qual només en resta una petita part davant la façana principal. La seva popularitat va acabar donant nom a tot el barri.[9] Avui en dia allotja el col·legi Sant Josep Obrer, regentat per les Serventes del Sagrat Cor de Jesús.[9]

- Can Rigalt: És una vil·la suburbana d'estil neopalladià del segle xviii situada a la carretera de Collblanc. Actualment, es troba tancada i en un estat d'abandó.[10]

- Placa Severo Ochoa: Placa commemorativa que la ciutat de l'Hospitalet li va dedicar a aquest metge que obtingué el Premi Nobel de Medicina. Consisteix en 4 rajoles quadrades que formen un rombe amb una inscripció que diu: LA CIUDAD DE L'HOSPITALET A SEVERO OCHOA PREMIO NOBEL DE MEDICINA Y FISIOLOGIA Y ASTURIANO UNIVERSAL - LUARCA 24-9-1905, MADRID 1-11-1993[11]

- Geometria d'ombres: és un conjunt escultòric que va ser creat per Ricard Vaccaro. Consta de 13 peces d'acer corten i d'acer inoxidable en forma de piràmides.[12]

- Conjunt de casetes del carrer Pere Pelegrí: Conjunt format per sis casetes unifamiliars, entre mitgeres, que només consten de planta baixa, amb la coberta plana. Estan ubicades amb façana al carrer de Pere Pelegrí i delimitades al nord pel carrer de Llevant i a migdia, pel carrer de Sant Carles.[13]

- Mercat de Can Vidalet: Situat en una petita franja de terreny que serveix per separar els carrers de Marcel·lí Esquius i el de les Amapoles. A les dues entrades, amb frontó triangular, s'hi pot llegir la data de construcció, 1948, i Can Vidalet amb un òcul central. La particularitat d'aquest mercat és que les parades miren enfora, a la vorera; és exterior.[14]

- Processons laiques de Setmana Santa 15 + 1: un dels més importants elements de patrimoni immaterial de la ciutat. Comença amb "La Borriquita" el Diumenge de Rams al matí, i a la tarda sortirà el Jesús Cautivo. El següent pas ja serà el Divendres Sant amb el Jesús Nazareno, seguit de Nuestra Señora de los Dolores. A la nit sortirà el Cristo de la Expiración. El Dissabte Sant serà el torn del "Santo Sepulcro" i de "Nuestra Señora de la Soledad". Finalment, el Diumenge de Resurrecció trauran al carrer "el Jesús Resucitado" i "Nuestra Señora de los Remedios". [15]

- El transformador de la Carretera de Collblanc és del moment de l’electrificació de Catalunya, l’any 1913, i pot contenir elements d’arqueologia industrial molt valuosos.